# Сандырево (Ярославская область)
Сандырево — село в Ярославском районе Ярославской области России. В рамках организации местного самоуправления входит в Кузнечихинское сельское поселение; в рамках административно-территориального устройства включается в Толбухинский сельский округ.

## География
Расположено в 23 километрах к северу от центра поселения деревни Кузнечиха и в 31 километре к северу от центра Ярославля.

## История
Каменная церковь в селе построена в 1806 году прихожанами. Пределов было два: Благовещения Пресвятой Богородицы и Святителя и Чудотворца Николая. 
В конце XIX — начале XX века село являлось центром Сандыревской волости Романово-Борисоглебского уезда Ярославской губернии.
С 1929 года село входило в состав Давыдковского сельсовета Ярославского района, в 1946—1957 годах — в составе Толбухинского района, с 1950 года — в составе Толбухинского сельсовета, с 2005 года — в составе Кузнечихинского сельского поселения.

## Население
| 1859 | 2002 | 2007 | 2010 |
| ---- | ---- | ---- | ---- |
| 222  | ↘9   | ↗11  | ↗22  |

## Достопримечательности
В селе расположена недействующая Церковь Благовещения Пресвятой Богородицы (1806).